# جنایت (مجموعه تلویزیونی)
جنایت (دانمارکی: Forbrydelsen) که در کشورهای انگلیسی‌زبان با نام قتل (انگلیسی: The Killing) ارائه شد، یک مجموعهٔ تلویزیونی درام دانمارکی است که در سال ۲۰۰۷ منتشر شد و پخش آن تا سال ۲۰۱۲ ادامه داشت. این مجموعهٔ تلویزیونی که نخستین بار  با دوبله فارسی توسط شبکه بی‌بی‌سی فارسی با نام قتل در کپنهاگ پخش شد، در ایران با همین نام شناخته می‌شود.
این سریال موفقیت بین‌المللی چشمگیری به‌ویژه در بریتانیا، آلمان و هلند به‌دست‌آورد و برندهٔ جایزهٔ بفتا و جایزهٔ بین‌المللی اِمی و جوایز بین‌المللی بسیاری شد. محل اصلی فیلمبرداری این سریال پلیسی-جنایی، ساختمان اصلی پلیس کپنهاگ بوده و داستان حول محور ماجراهای سارا لوند و تیمش است.

## گزیدهٔ بازیگران
- سوفی گرابول
- سورن مالینگ
- مورتن شوربال
- لارس میکلسن
- بنت میدینگ
- بیارنه هنریکسن
- آن الئونورا یورگنسن
- نیکلای کوپرنیکوس
- میکائیل بیرک‌یر
- نیکلاس برو
- کارستن بیورنلوند
- نیکولای لی کاس
- آندرس برتلسن
- هله فاورالید
- اولاف یوهانسن
- ترینه پالسن
- پیتر میوگین
- یاکوب وبله
- آندرس هووه
- تروئلس لیوبی